# كونستانس كوكس
كونستانس كوكس هي عالمة الإنسان كندية، ولدت في 1881، وتوفيت في 1960.